# Придих
При́дих або аспіра́ція (лат. aspiratio, англ. aspiration) — у фонетиці акустичний ефект, шум, видих повітря, що виникає під час вимови приголосного звука. Характерний для деяких мов, зокрема німецької (глухі змичні), індійських (африкати), китайських тощо. Приголосний, що вимовляється з придихом, називається придихо́вий при́голосний або аспіра́т (англ. aspirated consonant). Такі приголосні протиставляються дзвінким і глухим приголосним. У Міжнародному фонетичному алфавіті придих позначається маленькими буквами h (х) або ɦ (г).
В українській мові, як і в більшості слов'янських мов, придих відсутній. Майже всі грецизми і семітизми з придихами, що запозичені через церковнослов'янську, прийнялись в українській мові згідно з візантійським читанням без початкової букви г: ад, агіографія, Еллада, єресь, Єронім, ігумен, Іларіон, іподром, Іполит, іпостась, ірмос, Ірод, ісихазм, ода, осанна. У словах, які прийшли через західноєвропейські мови, вимовляється початковий звук г: гедонізм, гелій, геліоцентризм, гематологія, гепатит, гідродинаміка, гомеопатія, гармонія, герой, гімн, гіпноз, гіпотеза, герменевтика, гомілія, гомілетика.

## Приклади
- Англійська
pin [pʰɪn] (пхин) — п з придихом
spin [spɪn] (спин).
- Індійські мови:
क [ka] (ка) — наприклад: कर्म [ˈkərmə] карма;
ख [kʰa] (кха) — к з придихом; наприклад: ਸਿੱਖ [sɪkkʰ] сикх;
ग [ɡa] (ґа) — наприклад: गणेश [ɡəˈneɪʃə] Ґанеша;
घ [ɡʱa] (ґга) — ґ з придихом
त [t̪ɐ]
थ [tʰa] (тх) — т з придихом
द [d̪ɐ]
ध [dʱa] (дг) — д з придихом; наприклад: धर्म [dʱəɾmə] дгарма.
- Класична грецька:
φ [pʰ] (пх) — п з придихом; наприклад: Пилип.
θ [tʰ] (тх) — т з придихом; наприклад: Тома.
χ [kʰ] (кх) — к з придихом
- Китайська мова
dàn [tân] (дан [тан])
tàn [tʰân] (тан [тхан]) — т з придихом
zǎo [tsɑʊ̀] (дзао [цао])
cǎo [tsʰɑʊ̀] (цао, [цхао]) — ц з придихом
zhǎo [ʈʂɑʊ̀] (джао [чао])
chǎo [ʈʂʰɑʊ̀] (чао, [чхао]) — ч з придихом